# Inversion de phase (chimie)
L'inversion de phase est un phénomène chimique utilisé dans la fabrication de membranes synthétiques. Elle fonctionne par le retrait d'un solvant d'un mélange solvant-polymère engendrant la formation d'une membrane solide et poreuse.

## Processus
L'inversion de phase est une méthode largement utilisée pour la formation de membranes de filtration. La méthode dépend fortement du type de solvant et de polymère utilisé.
Quatre méthodes sont régulièrement utilisées pour effectuer une inversion de phase :
- réduction de la température de la solution ;
- immersion de la solution de polymère dans un anti-solvant ;
- exposition de la solution de polymère à une vapeur d'anti-solvant ;
- évaporation du solvant dans l'air atmosphérique ou à haute température.

La vitesse à laquelle l'inversion de phase se produit et les caractéristiques de la membrane dépendent de plusieurs facteurs, y compris de :
- la solubilité du solvant dans l'anti-solvant ;
- l'insolubilité du polymère dans l'anti-solvant ;
- la température de l'anti-solvant.

## Caractérisation
Les membranes réalisées par inversion de phase sont généralement caractérisées par la taille et la distribution de leurs pores. Cela peut être mesuré par évaporométrie, où la membrane est immergée dans de l'isopropanol et ses changements de masse mesurés à la suite de l'évaporation de l'isopropanol. Le taux d'évaporation de l'isopropanol par les pores de la membrane permet le calcul de la taille des pores via l'équation de Kelvin,. Un microscope électronique à balayage (MEB) peut être utilisé pour caractériser les membranes avec de plus grandes tailles de pores, comme les membranes pour microfiltration et ultrafiltration, tandis que la microscopie électronique en transmission (TEM) peut être utilisée pour tout autre type de membranes, y compris celles portant les pores les plus petits (membranes pour nanofiltration et osmose inverse).